# Pero clysiaria
Pero clysiaria är en fjärilsart som beskrevs av Felder och Alois Friedrich Rogenhofer 1875. Pero clysiaria ingår i släktet Pero och familjen mätare. Inga underarter finns listade i Catalogue of Life.